# Derick Baegert

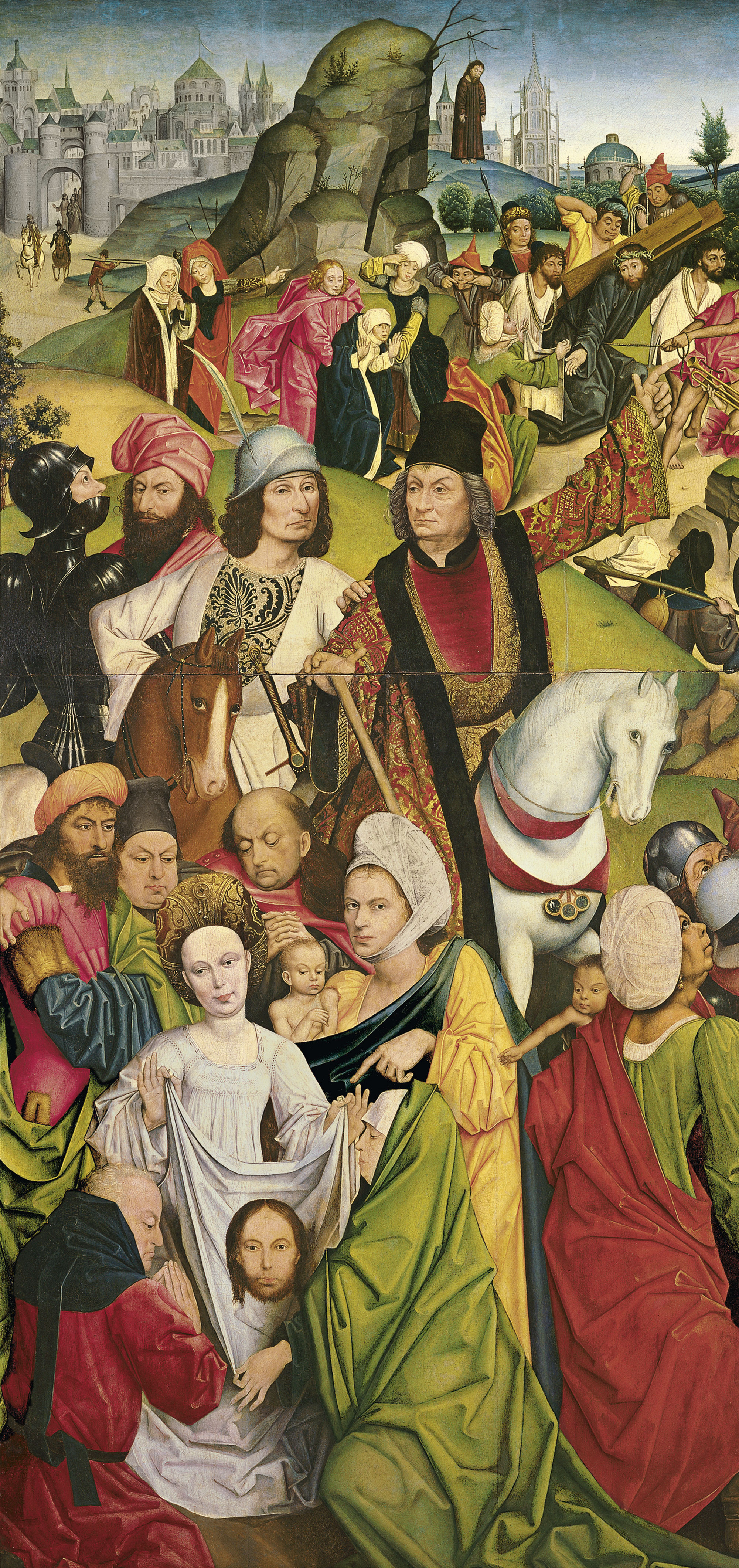
La Verónica amb un grup de cavallers i Crist amb la creu a coll, fragments d'un Calvari, oli sobre taula, 113 x 97,5 cm i 87 x 98 cm, Madrid, Museu Thyssen-Bornemisza.

Derick Baegert (Wesel, c., 1440 - 1515) va ser un pintor tardogòtic alemany.

## Biografia i obra
Escassament documentat, devia néixer cap a 1440 i a Wesel, ciutat hanseàtica en la qual se'n troben rastres documentals entre 1476, quan va cobrar per un estendard pintat per a l'ajuntament, i 1515, última data coneguda de la seva activitat. En el seu taller, des del qual va treballar per a altres ciutats alemanyes de la regió de Renània, com Dortmund o Kalkar, hi va col·laborar el seu fill Jan amb qui va viatjar el 1482 als Països Baixos. Era parent de Jan Joest, qui va treballar al seu taller.
Influït per la pintura flamenca i potser format a Utrecht, va desenvolupar un estil personal de dibuix precís i extraordinària minuciositat en els detalls. La seva primera obra coneguda, l'altar per al convent dels dominics de Dortmund, ara a l'església prebostal de Sant Joan Baptista de Dortmund, es data cap a 1475. Es tracta d'un tríptic de grans dimensions (prop de vuit metres d'ample per 2,30 d'alt) amb una escena de la Crucifixió en la taula central, poblada de figures anecdòtiques, en la qual s'adverteixen records de Rogier van der Weyden en el grup de sant Juan i la Verge, la Santa Parentela en el panell esquerre, formada per vint-i-cinc membres de la família de Crist i al fons, en l'horitzó, la primera vista pintada de la ciutat de Dortmund, i l'Epifania a la porta dreta. En la taula central, el cap d'un home que apunta entre les dones en el grup del vel de la Verónica seria, en opinió de Baxhenrich-Hartmann, un autoretrat, el primer de la pintura alemanya.
Poc posterior és el gran Calvari pintat el 1477 per la Mathenakirche o església de Sant Nicolau a Mathen, suburbi de Wesel, destruïda durant la Segona Guerra Mundial, encara que el gran altar havia estat ja desmuntat i trossejat en data desconeguda, restant-ne cinc fragments de diferents mesures, conservats tots ells en el Museu Thyssen-Bornemisza, a la col·lecció del qual es van incorporar en diferents moments i des de diferents procedències. De 1493 a 1494 va pintar un Judici Final per a l'ajuntament de Wesel, conservat ara al Städtischen Museum de la ciutat